# Arte della Lana

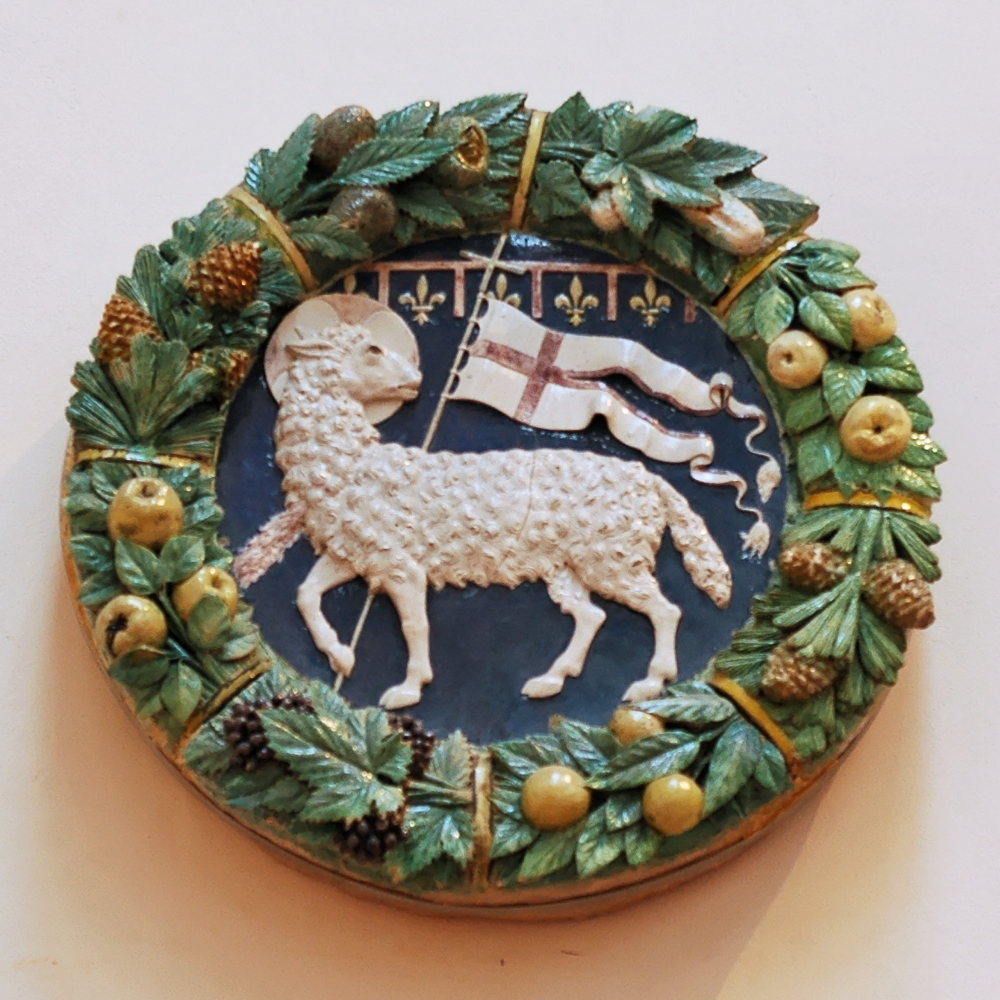
Blason de la corporation

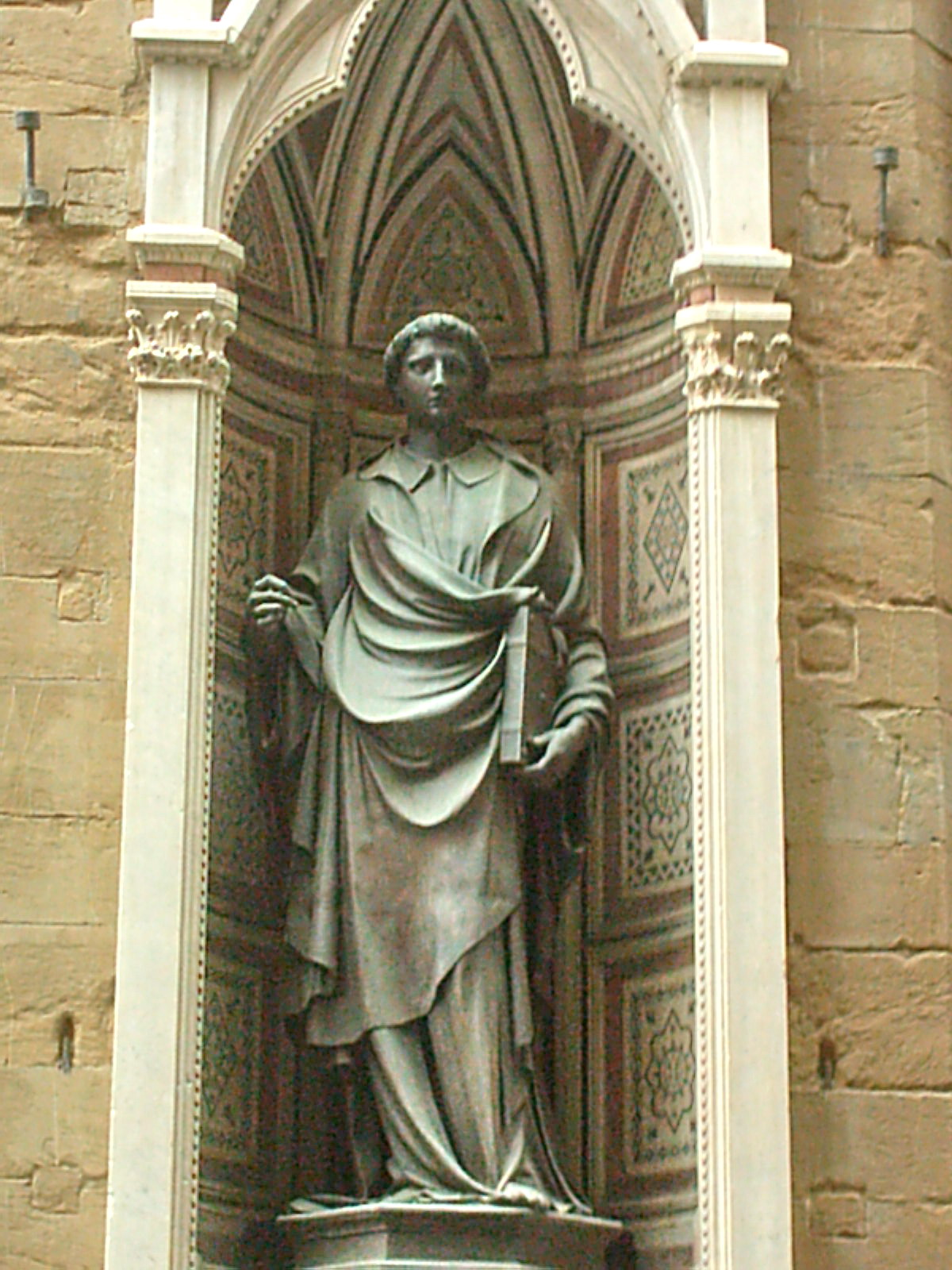
Le saint patron : saint Étienne de Lorenzo Ghiberti

L'Arte della Lana est une corporation des arts et métiers de la ville de Florence, l'un des sept arts majeurs des Arti di Firenze qui y œuvraient avant et pendant la Renaissance italienne.

## Membres de la corporation
Elle regroupe tous les métiers qui produisent et qui traitent, préparent la laine.

## Historique
Ce fut l'une des corporations les plus puissantes de la ville par son nombre de travailleurs, environ un tiers de la population florentine. L'historien Giovanni Villani puis Machiavel en ont fait l'éloge.
Ses statuts stricts furent établis en 1317, avec un conseil composé de 48 membres sous la présidence de consuls, administré par un juge, un chancelier, une camerlingue et d'autres employés comme les percepteurs de taxes.
L'une des règles plus rigides de la corporation imposait l'interdiction d'exercer le métier hors de la République florentine et une autre prévoyait le respect scrupuleux des règles établies pour chaque phase du travail de façonnage de la production, y compris les moyens employés, règles soumises à des révisions périodiques.
La corporation réussit même à dépasser en richesses l'Arte di Calimala et prospéra jusqu'aux premières années du Quattrocento, jusqu'à une baisse significative de ses ventes due à la mode passée aux soieries ;  elle dut céder alors le record à l'Arte della Seta o di Por Santa Maria. Vers  1308, elle fit édifier son palais (qui existe encore) derrière l'église d'Orsanmichele, auquel fut adossé le Tabernacolo della Tromba, qui a échappé aux démolitions du Mercato Vecchio. Une passerelle permet encore de passer du palais à Orsanmichele.
Comme toutes les autres corporations de la ville, elle fut supprimée en 1770 par un décret du Grand-duc Pierre-Léopold de Lorraine.

## Détails des métiers associés
Les  différentes opérations de confection de la laine :
Les phases préliminaires
la smistatura, séparation des différents types de laine du mouton en fonction des emplois prévus.
il lavaggio,
Le lavage effectué dans l'Arno et le Mugnone, qui comprend, le séchage terminé, la sgrassatura dans des bains d'urine et la battitura, le battage pour l'assouplissement des fibres.
La cardatura et la pettinatura
Le cardage et le peignage.
La filatura
Le filage (obtention du fil) par le maniement du fuseau.
La tessitura
Le tissage
La rifinizione
La finition (élimination des défauts et impuretés) et  le foulage
La tintura
La teinture
La vendita
La vente finale

## Saint  patron
- Saint Étienne  représenté par une statue de  Lorenzo Ghiberti  dans une des niches (tabernacoli) de l'église d'Orsanmichele.

## Membres illustres
Plusieurs familles illustres de Florence ont inscrit certains de leurs membres à l'Arte della Lana, comme les Acciaiuoli, les Alberti, les Albizzi, les Buonaccorsi, les Capponi, les Corsini, les Pucci, les Ricci, les Ridolfi et les Rucellai.

## Galerie de photos

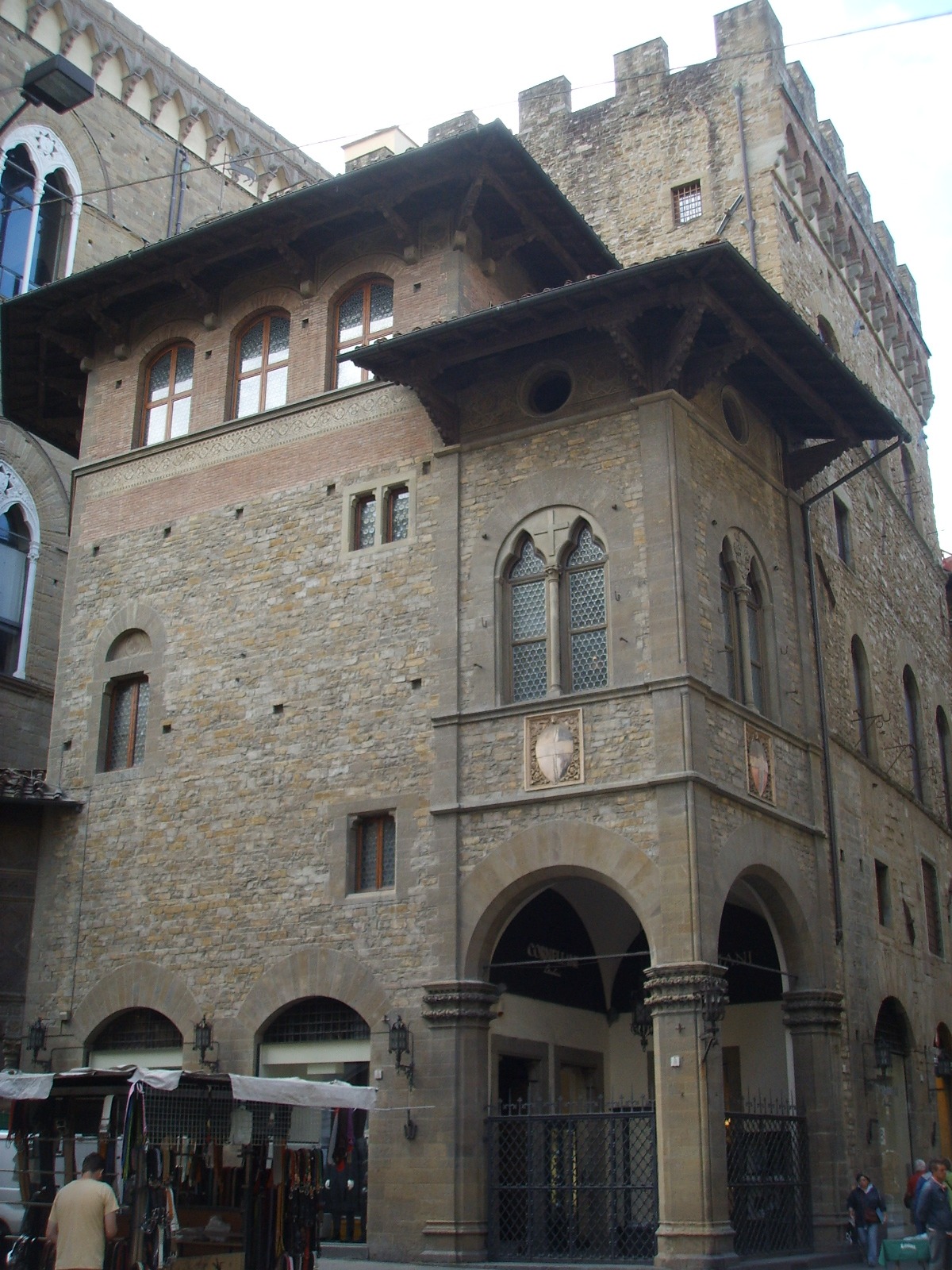
La loggetta
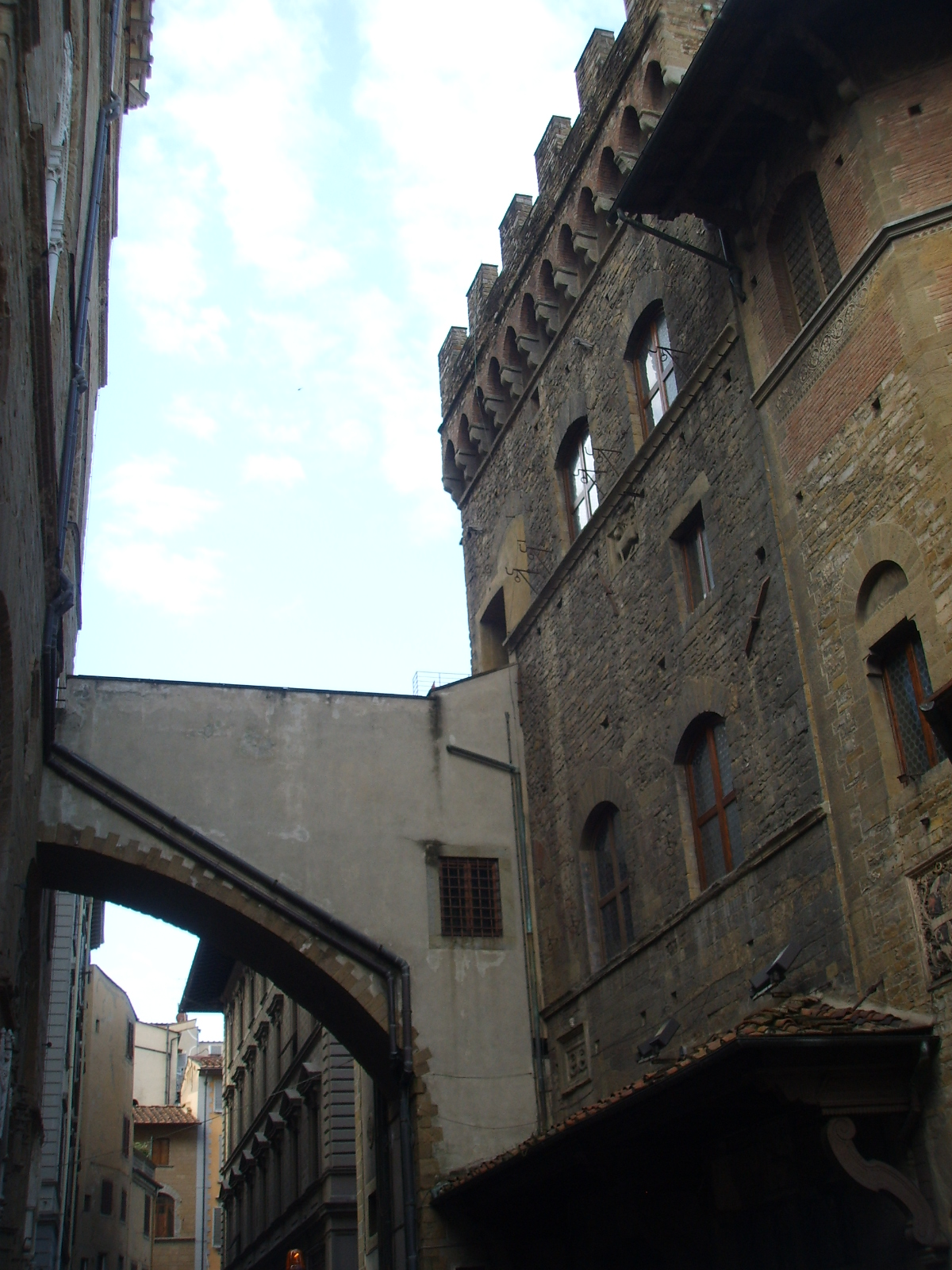
La passerelle d'Orsanmichele
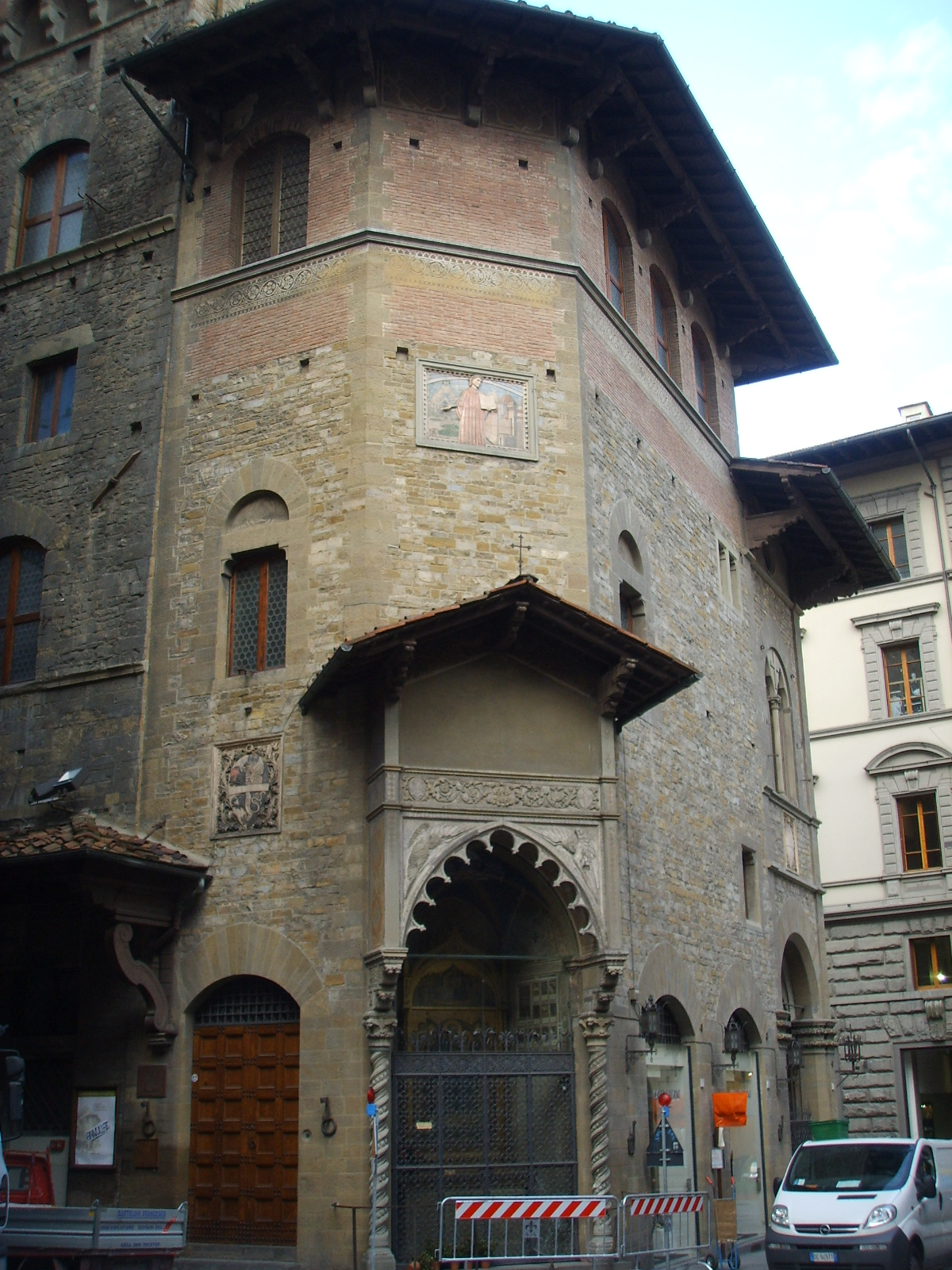
Le Tabernacolo di Santa Maria della Tromba
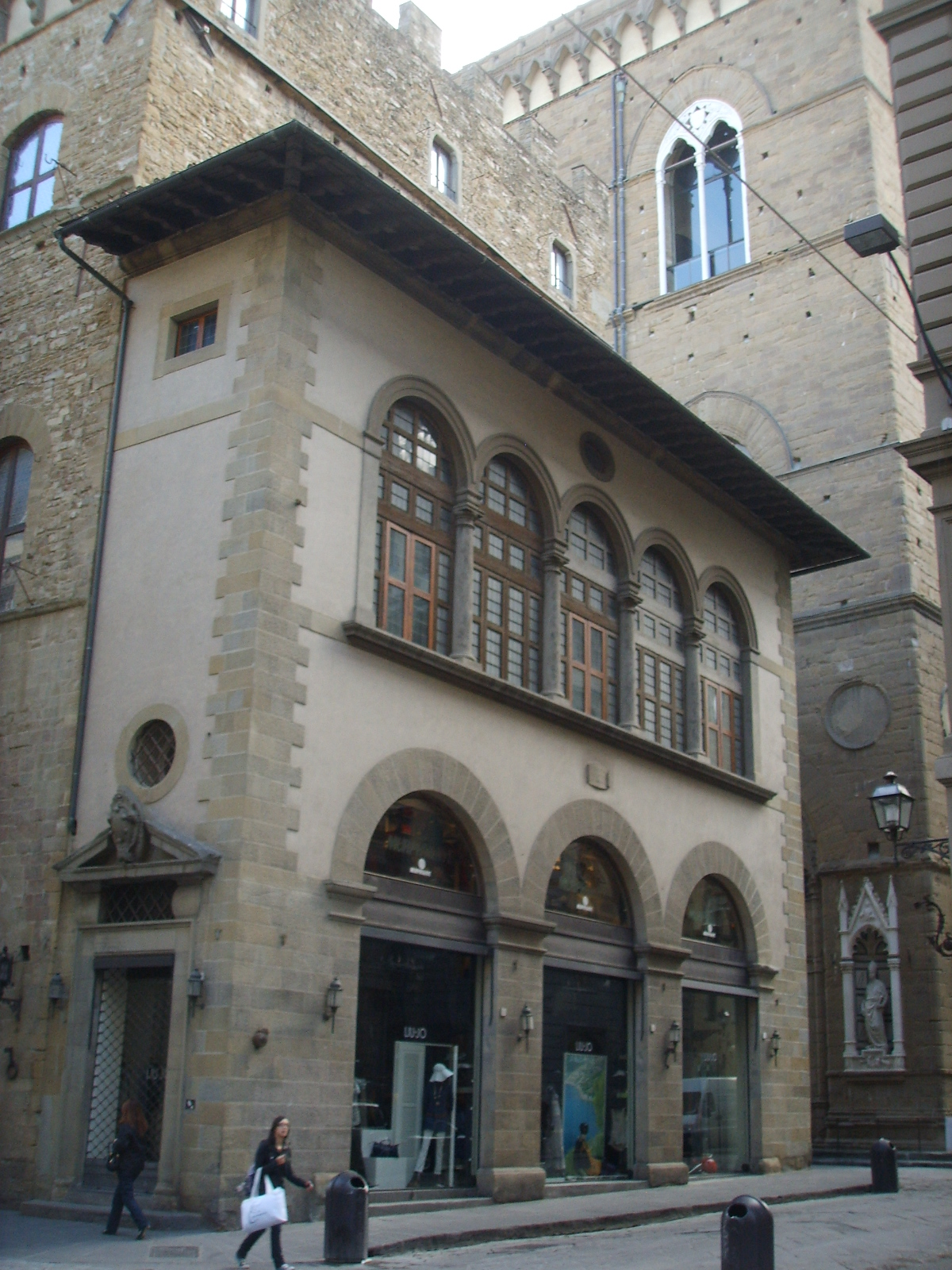
Face sud

## Sources
- (it) Cet article est partiellement ou en totalité issu de l’article de Wikipédia en italien intitulé « Arte della Lana » (voir la liste des auteurs).